# Pylon Poets
Als Pylon Poets oder „Pylon school“ wird eine Gruppe von englischen Dichtern der 1930er Jahre bezeichnet.
Im Gegensatz zu T. S. Eliot oder William Butler Yeats setzten sich die Pylons mit dem England ihrer Gegenwart, der Stadt als Arbeits- und Lebensraum auseinander. In gewisser Weise ähnelt das Motiv der Pylon Poets dem der Lyrik der Neuen Sachlichkeit. Zu den Pylon Poets werden unter anderem W. H. Auden, Stephen Spender, Stanley Snaith, Louis MacNeice, Cecil Day-Lewis und Christopher Isherwood gezählt. Der Name der Gruppe nimmt Bezug auf den Titel das Gedichts The Pylon von Stephen Spender aus dem Jahr 1933. 
Mit einer klaren Sprache und einem nüchternen Stil grenzten sich die Pylons ab vom esoterischen Symbolismus der vorangegangenen Dichtergeneration.